# Fontaine-Simon
Fontaine-Simon ist eine französische Gemeinde mit 887 Einwohnern (Stand: 1. Januar 2022) im Département Eure-et-Loir in der Region Centre-Val de Loire; sie gehört zum Arrondissement Nogent-le-Rotrou und zum Kanton Nogent-le-Rotrou.

## Geographie
Fontaine-Simon liegt etwa 38 Kilometer westnordwestlich von Chartres an der Eure. Im Süden und Osten verläuft das Flüsschen Livier, das hier auch in die Eure mündet. Umgeben wird Fontaine-Simon von den Nachbargemeinden Manou im Nordwesten und Norden, Senonches im Norden, Belhomert-Guéhouville im Osten, Meaucé im Süden, Le Pas-Saint-l’Homer im Südwesten sowie Les Menus im Westen.

## Bevölkerungsentwicklung
| Jahr                       | 1962 | 1968 | 1975 | 1982 | 1990 | 1999 | 2006 | 2020 |
| Einwohner                  | 654  | 705  | 640  | 678  | 760  | 838  | 866  | 894  |
| Quellen: Cassini und INSEE |      |      |      |      |      |      |      |      |

## Sehenswürdigkeiten

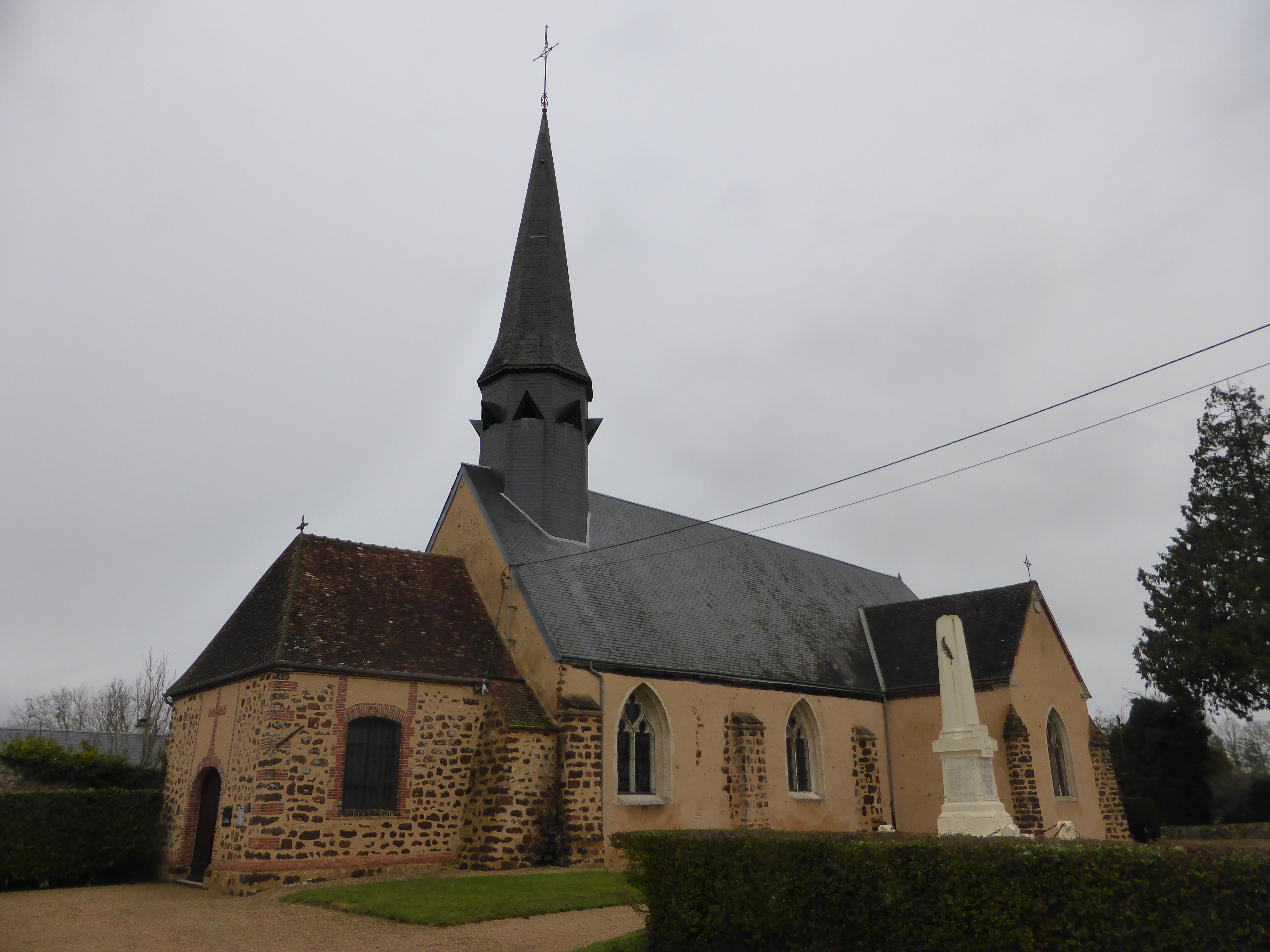
Kirche Notre-Dame
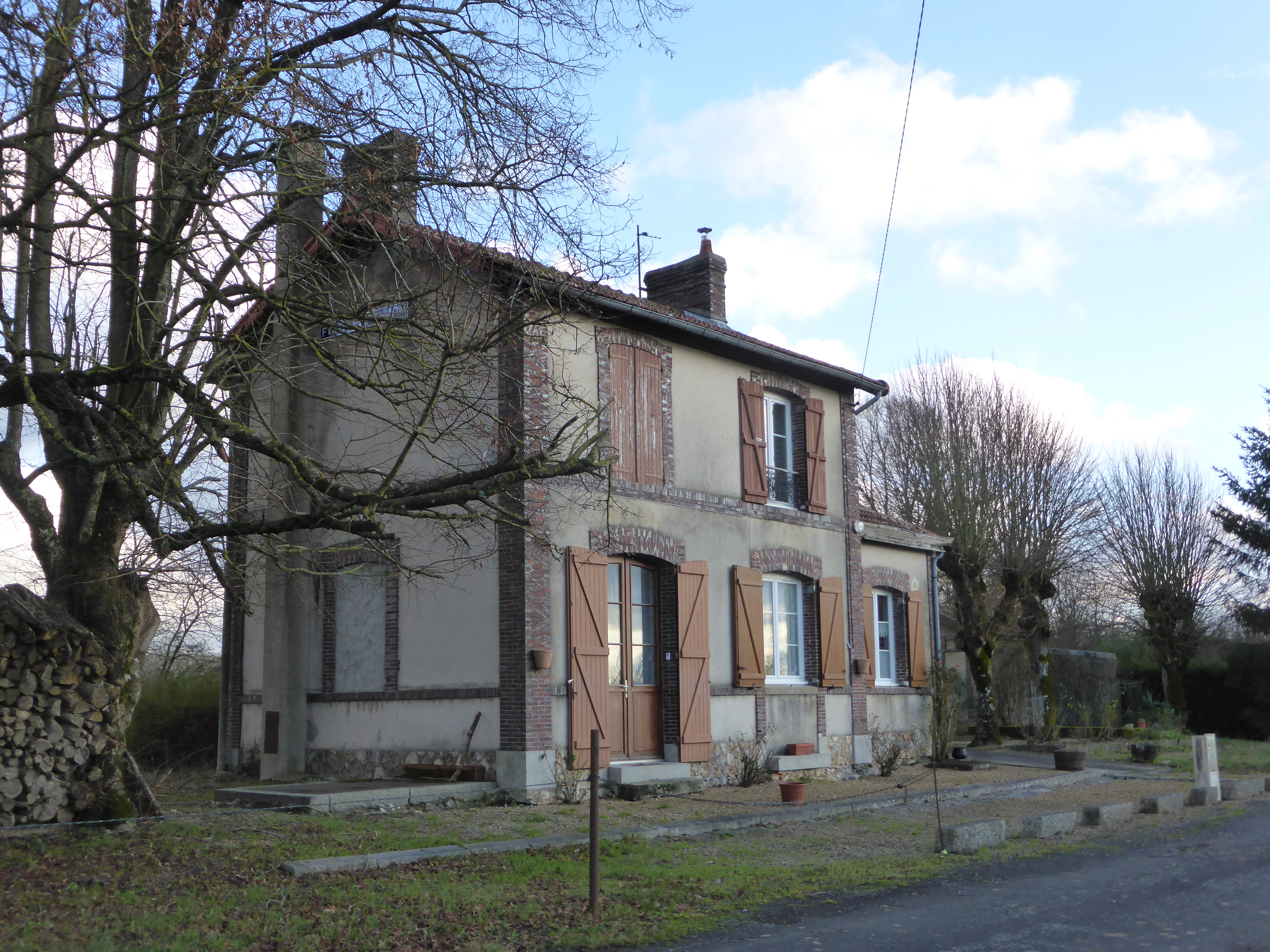
Ehemaliger Bahnhof Fontaine-Simon

- Kirche Notre-Dame
- Ehemaliger Bahnhof Fontaine-Simon